# À la conquête de l'air
À la conquête de l'air er en fransk stumfilm fra 1901 af Ferdinand Zecca.